# Небиеридзе, Гарсеван Александрович
Гарсева́н (Гура́м) Алекса́ндрович Небиери́дзе (род. 6 октября 1939 года) — советский борец вольного стиля, мастер спорта СССР. Трёхкратный чемпион СССР.

## Спортивные результаты
- Чемпионат СССР по вольной борьбе 1958 года — ;
- Чемпионат СССР по вольной борьбе 1960 года — ;
- Чемпионат СССР по вольной борьбе 1961 года — .